# مايكل أندريتي
مايكل اندريتي  (بالإنجليزية: Michael Andretti)‏ مواليد 5 أكتوبر 1962 في بيت لحم، بنسيلفانيا، هو سائق فورمولا 1 أمريكي.

## روابط خارجية
- مايكل أندريتي على موقع IMDb (الإنجليزية)
- مايكل أندريتي على موقع إن إن دي بي (الإنجليزية)
- مايكل أندريتي على موقع قاعدة بيانات الفيلم (الإنجليزية)
- مايكل أندريتي على موقع Racing-Reference.info (الإنجليزية)
- مايكل أندريتي على موقع DriverDB.com (الإنجليزية)